# It's Alright (canción de Ricky Martin/M. Pokora)
«It's Alright» es el segundo sencillo de Life décimo álbum de Ricky Martin. La versión del álbum solo contiene las voces de Ricky Martin. Una radio edit de la canción con M. Pokora fue lanzada en Francia en la primavera de 2006. La canción se incluyó como una pista adicional en la segunda edición  del álbum Player de M. Pokora 's.
El estreno del vídeo se realizó a través de canales como MTV, Much Music y Vh1. El vídeo fue grabado en Puerto Rico, con la colaboración con el productor colombiano Simon Brand, en él se ve al artista puertorriqueño cuando se da un baño de leche. Existe un remix de esta canción que fue realizado junto al cantante francesa M Pokora, este dueto trajo algunas otras especulaciones como las que se publicaron acerca de que entre Ricky Martin y el cantante francesa había un romance.
Su disco y en especial "It's Alright", fueron acusados por los medios por una alta carga sexual, lo cual puso en el ojo de los paparazzi al cantante puertorriqueño, a lo que expresó que deseaba que en este álbum se pudieran mostrar sus conceptos de vida, unión, libertad y sexualidad sin importar los comentarios de los medios.

## Canciones
CD sencillo
1. «It's Alright» — 3:22
2. «It's Alright» by Ricky Martin (álbum versión) — 3:22
3. «María» by Ricky Martin (Spanglish extended remix) — 7:56

## Posicionamiento
| Listas (2006)                    | Posición |
| -------------------------------- | -------- |
| Belgium (Wallonia) Singles Chart | 11       |
| Dutch Singles Chart              | 69       |
| Finnish Singles Chart            | 17       |
| French Singles Chart 1           | 4        |
| French Singles Chart             | 98       |
| Swiss Singles Chart 1            | 18       |

| End of year chart (2006)         | Position |
| -------------------------------- | -------- |
| Belgian (Wallonia) Singles Chart | 43       |
| French Singles Chart             | 37       |